# ビー・エム・エル
株式会社ビー・エム・エル（英: BML Inc.）は、日本の臨床検査業者。資本・設備などの面で大手ラボと称されている。

## 概説
1955年に「相互ブラッド・バンク」として設立され、1976年に事業内容の変化に対応し「相互生物医学研究所」（英文表記は BIO MEDICAL LABORATORIES=BML）に変更。1989年、CI計画のスタートと共に既に定着していた英文表記のイニシャルを取り「ビー・エム・エル」へと社名変更した。
2000年4月より、「Medical Station（メディカルステーション）」のブランド名でレセプトコンピュータ一体型の診療所版電子カルテの販売にも力を入れている。さらに、2012年4月1日に株式会社EMシステムズと共同で設立した株式会社メディファクトにて、レセプトコンピュータ一体型の無床診療所向け電子カルテを開発し、新ブランド「QUALIS（クオリス）」として販売している。
調剤薬局は撤退している。東証プライム上場。

## 沿革
出典：公式ホームページ「沿革」
- 1955年7月 - 保存血液の精製および販売を目的として東京都渋谷区に株式会社相互ブラッド・バンクを設立。
- 1964年3月 - 輸血用血液取扱が日本赤十字社血液センターへの集中化に伴い、臨床検査業務へ事業転換。
- 1967年8月 - 臨床検査センターを設置し、臨床検査の受託開始。
- 1973年4月 - 検体の集配を目的として、株式会社ジャパンクリニカルサービスを設立。
- 1975年10月 - 富山県富山市に営業所を設置し、全国営業所ネットワークの構築に着手。
- 1976年7月 - 株式会社相互生物医学研究所に商号変更。同時に東京都中野区へ本社移転。
- 1978年9月 - 医療機関において検査業務を受託する院内検査施設の設置を開始。
- 1980年3月 - 自社ブランドによる臨床検査試薬「モニターGカラム」の製造販売を開始。臨床検査試薬の製造販売事業に着手。
- 1981年11月 - 富山県富山市に衛生検査所を設置し、全国ラボネットワークの構築に着手。
- 1985年1月 - 東京都杉並区に本社移転。また、埼玉県川越市に当社の中心となるBML総合研究所を設置し、検査業務の統合およびトータルラボラトリーシステムを構築。
- 1986年7月 - 病理・細胞診検査を目的として、株式会社ピーシーエルジャパンを設立。
- 1989年
  - 3月 - 医療情報システムの構築を目的として、株式会社メリッツを設立。
  - 4月 - 株式会社ビー・エム・エルに商号変更。
- 1991年
  - 6月 - 株式会社東京公衆衛生研究所の株式を取得し、子会社化。
  - 11月 - 全自動検体受付・分取・分配システム（自社呼称：「フロンティア自動分注システム」）完成。
- 1992年8月 - 米国臨床病理医協会（CAP）の臨床検査施設基準に適合し、認定取得。
- 1993年
  - 4月 - 東京都渋谷区へ本社移転。
  - 7月 - 子会社の株式会社ビーエムエル神奈川を吸収合併。千葉県松戸市および松戸市医師会との共同出資による第三セクターとして、株式会社松戸メディカルラボラトリーを設立。
- 1995年
  - 1月 - 松山医師会との共同出資により、株式会社愛媛メディカルラボラトリーを設立。
  - 6月 - 生化学・血液学分野での一般検査を自動化・無人化する自動分析トータルシステム（自社呼称：「シンフォニー」）完成。
- 1996年1月 - 株式会社生物医科学研究所の株式を取得し、子会社化。
- 1996年7月 - 株式会社協同医学研究所の株式を取得し、子会社化。
- 1997年8月 - 食品衛生検査を目的として、F&S事業部を設置。
- 1998年
  - 2月 - ホルター心電図解析等を目的として、生体情報解析事業部を設置。
  - 4月 - 株式会社鹿島臨床検査センターの株式を取得し、子会社化。
  - 8月 - 千葉県柏市に調剤薬局「アリア薬局」1号店を開店。
  - 10月 - がん・肝炎検査を自動化・無人化する自動分析トータルシステム（自社呼称：「シンフォニー・リガンド」）完成。
  - 11月 - 株式会社第一臨床検査センターの株式を取得し、子会社化。
  - 12月 - 新規医療品の開発業務受託機関（CRO）を目的として、株式会社アレグロを設立。
- 1999年11月 - 日本証券業協会に株式を店頭登録。
- 2000年
  - 1月 - 医療情報システム事業部を設置し、電子カルテの販売開始。
  - 3月 - 株式会社福島臨床検査センターの株式を取得し、子会社化。
- 2001年
  - 4月 - 東京証券取引所第一部に上場。
  - 8月 - 株式会社共同検査システムの株式をすべて取得し、子会社化。
- 2002年9月 - 大塚製薬株式会社より臨床検査事業の営業を譲り受け。株式会社大塚東京アッセイ研究所の株式をすべて取得し、子会社化。
- 2003年2月 - 株式会社環境科学コーポレーションの株式をすべて取得し、子会社化。
- 2006年10月 - BML総合研究所にて、検体自動搬送ロボットによる生化学一般検査の新ラインが完成。
- 2007年3月 - 調剤薬局事業を事業譲渡。
- 2010年9月 - コーヴァンス社（米国）と国際治験用共同ラボを設立。
- 2011年
  - 1月 - 株式会社大宮臨床検査センター（現・第一岸本臨床検査センター、同社100％出資）を設立。
  - 4月 -
    - 株式会社フォレストホールディングスとの共同出資による受託臨床検査事業の持株会社として、株式会社九州オープンラボラトリーズを設立[2]。
    - 診療所向け新電子カルテ「QUALIS」の販売開始。
- 2012年2月 - 株式会社九州オープンラボラトリーズの100％出資により、株式会社QOLセントラルラボラトリーズを設立。
- 2013年12月 - 中国上海市に駐在員事務所を開設。
- 2014年
  - 4月 - 株式会社岡山医学検査センターの株式をすべて取得し、子会社化。
  - 5月 - 上海千麦博米楽医学検験所有限公司（中国）に出資[注 1]。
- 2015年3月 - 株式会社BMLメディカルワークスが株式会社メリッツサポートシステムズを吸収合併。
- 2019年4月 - 株式会社東海細胞研究所の株式をすべて取得し、子会社化。

## 主要事業所・ラボ
- 本社：東京都渋谷区千駄ヶ谷5丁目21番3号
- BML総合研究所：埼玉県川越市的場1361番地1

- 札幌第一・第二営業所：札幌市北区新川2条2丁目12番20号
- 仙台営業所：宮城県仙台市泉区高玉町6-9
- 新潟営業所：新潟県新潟市中央区東出来島24-10
- 富山営業所：富山県富山市婦負町島本郷47―2
- 東京第一～第三営業所：東京都杉並区高円寺南1-34-5
- 埼玉第二営業所：埼玉県川越市的場1361番地1
- 名古屋第一・第二営業所：愛知県名古屋市西区市場木町390番地　ミユキビジネスパーク 五号館
- 大阪第一～第三営業所：大阪府茨木市中穂積3-15-24
- 広島第一・第二営業所：広島県広島市西区観音新町1-2-21
- 松山営業所：愛媛県松山市余戸西6-1-4
- 福岡第一・第二営業所：福岡県福岡市博多区西月隈1-2-27

## 連結子会社
- 株式会社第一岸本臨床検査センター
- 株式会社オー・ピー・エル
- 株式会社松戸メディカルラボラトリー
- 株式会社日研医学
- 株式会社ピーシーエルジャパン
- 株式会社東京公衆衛生研究所
- 株式会社愛媛メディカルラボラトリー
- 株式会社ジャパンクリニカルサービス
- 株式会社第一臨床医学検査センター
- 株式会社盛岡臨床検査センター
- 株式会社BMLライフサイエンス・ホールディングス
  - 株式会社アレグロ
  - 株式会社BMLフードサイエンス
- 株式会社九州オープンラボラトリーズ
  - 株式会社リンテック
  - 微研株式会社
  - 株式会社協同医学研究所
  - 株式会社QOLセントラルラボラトリーズ
  - 株式会社ラボテック
- 株式会社東日本臨床医学研究所
- 株式会社BMLメディカルワークス
- 株式会社岡山医学検査センター